# Salineinsel
Die Salineinsel ist neben der Peißnitzinsel eine der größeren Flussinseln der Saale in Halle in Sachsen-Anhalt, Deutschland. Sie ist benannt nach der Saline, die sich dort befindet.

## Lage
Zwischen der Altstadt von Halle und der Großwohnsiedlung Halle-Neustadt bildet die Saale eine breite Aue (siehe Saaleaue), in der sich ein anastomosierender Flussabschnitt mit mehreren Flussinseln gebildet hat. Vergleichsweise zentral liegt in diesem die Salineinsel, die ca. 1,9 km lang und 450 m breit ist. Sie wird begrenzt von der Elisabeth-Saale im Westen und dem Hauptarm der Saale im Osten.
Auf der Insel befindet sich der geschützte Landschaftsbestandteil (GLB) Pulverweiden als Grünfläche, der den Großteil des Südens der Insel ausmacht. Den Norden bildet die sogenannte Jungfernwiese. Nördlich dieser befindet sich die Schleuse Gimritz. Östlich der Salineinsel entstand die Schleuse Halle-Stadt samt Wehr, im Südwesten findet sich das Pulverweidenwehr.

## Brücken

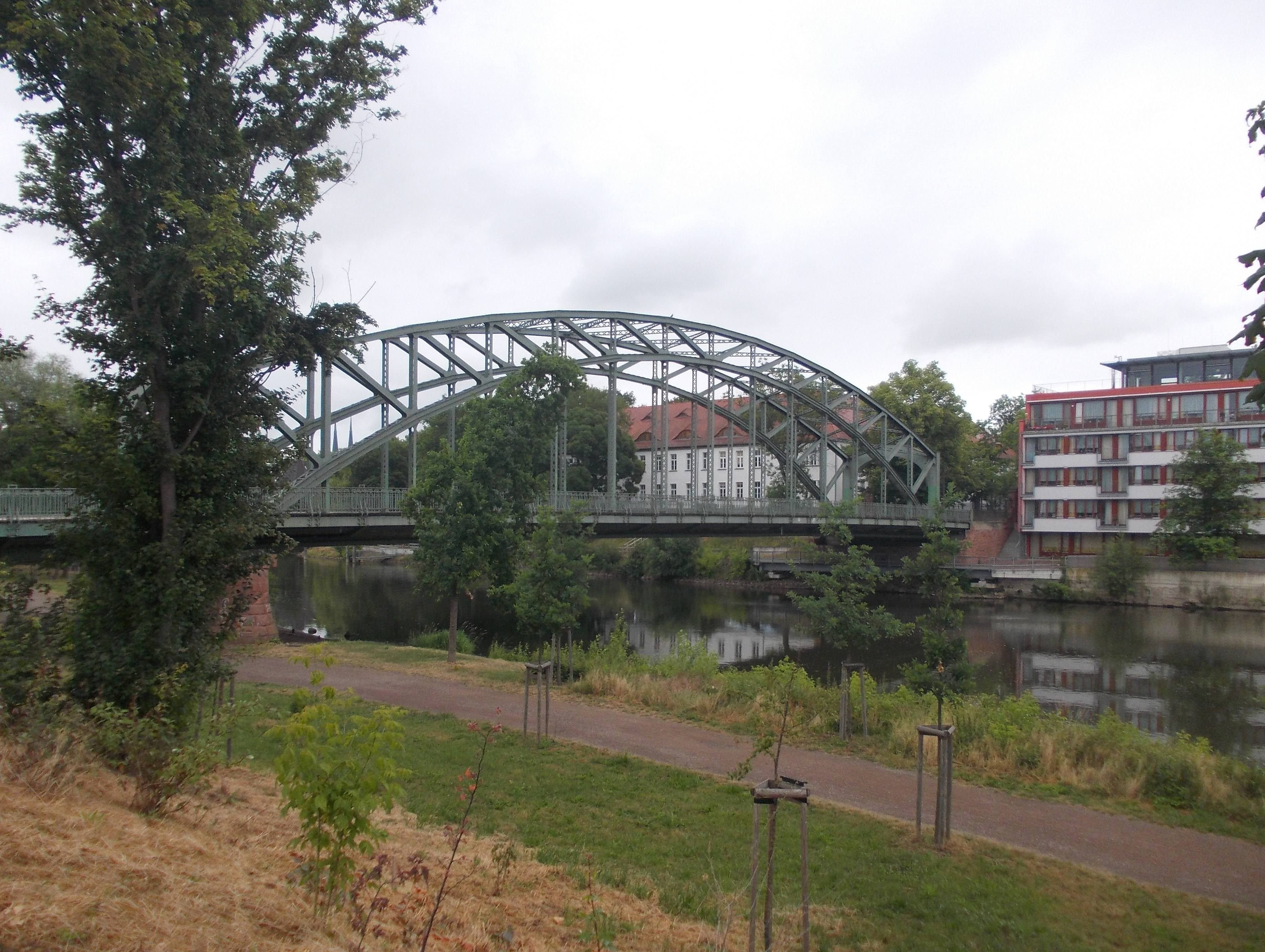
Genzmerbrücke

Zwischen den Jahren 1172 und 1840 querte die ca. 300 m lange Hohe Brücke von der Salineinsel aus nach Westen die Saale. Ihre östliche Verlängerung war und ist bis heute die Schieferbrücke. An die Stelle der Hohen Brücke trat später die Elisabethbrücke, die mehrfach durch Neubauten ersetzt wurde und die Salineinsel mit dem Sandanger verbindet. Diese Brücken stellten die Hauptverbindung der Stadt in Richtung Eisleben im Westen dar. Außerdem verbinden die Stahlfachwerkbauten der Genzmerbrücke am Holzplatz sowie die heute als Radweg ausgebaute Hafenbahnbrücke die Salineinsel mit der Südlichen Innenstadt Halles. Der Bau einer Fahrradstrecke mit zwei Brücken zur Würfelwiese sowie zur Peißnitzinsel wird seit Jahren von der Stadt geplant. Zudem gibt und gab es weitere Brücken auf der Insel, etwa die Kotgrabenbrücke beim Sophienhafen oder auch mehrere Brücken im Bereich der Pulverweiden.

## Geschichte
Die Salineinsel war lange Zeit nur spärlich bebaut, da auf ihr um das Jahr 1200 die erste Niederlassung des Deutschen Ordens auf dem Gebiet des Heiligen Römischen Reiches nördlich der Alpen entstanden war. Diese Kommende war immer wieder schwer von Hochwasserereignissen betroffen und gab schließlich im Jahr 1511 auf. Die Grundstücke wurden an die Stadt und das Kloster Neuwerk verkauft. Im Jahr 1721 erbaute das Königreich Preußen die Saline auf der Insel westlich der Klaustorvorstadt.
In den 1820er-Jahren baute Preußen die bereits bestehende Kohlenstraße nach Langenbogen zu einer preußischen Staatschaussee aus, die Berlin mit Nordhausen und darüber hinaus mit Kassel verband. Im Norden der Salineinsel wurde 1857 der Sophienhafen als Güterumschlagspunkt an der Saale angelegt. Nach anfänglichen Erfolgen erwies sich der Hafen durch die schlechte Schiffbarkeit des Flussabschnitts als unzureichend, sodass als Ersatz der Hafen in Trotha errichtet wurde.
Ab 1895 wurde im Westen der Salineinsel auf einer Flutbrücke der Bahnhof Halle (Saale) Klaustor gebaut. Dieser befand sich ungefähr auf der Stelle des heutigen Einrichtungshauses Lührmann, das 1981 als Centrum Warenhaus erbaut wurde und nach 1990 zeitweise von Karstadt betrieben wurde. Der Bahnhof bildete den östlichen Endbahnhof der Halle-Hettstedter Eisenbahn. Vom, auch Hettstedter Bahnhof genannten, Objekt zweigten ebenfalls Güterstrecken zum Sophienhafen im Norden sowie zum Halleschen Hauptbahnhof ab (siehe Hafenbahn Halle).
Wenngleich die Salineinsel natürlichen Ursprungs ist, wurde sie durch die Nähe zur Stadt stark durch menschliche Aktivitäten überformt. Die Flussarme waren bis zum 19. Jahrhundert verwildert und verliefen deutlich verschlungener. Zwischen 1816 und 1822 ließ die preußische Regierung die Saale zwischen Halle und Weißenfels ausbaggern, um die Schiffbarkeit zu verbessern und dabei Sandbänke zu beseitigen. In den 1930er Jahren wurde die Saale abermals überformt und dabei kanalisiert. Dabei entstanden die typischen Flussränder aus Rhyolith-Schotter. Manche Bestandteile der Salineinsel verschwanden dabei vollständig. Die Insel selbst bestand bis zur Industrialisierung aus sumpfiger Flussaue. Mit der Zeit wurden große Mengen an Asche und Schutt auf der Insel verkippt, sodass ein großer Teil heutzutage oberhalb des Überschwemmungsgebiets der Saale liegt. Ein Teil dieser Asche stammt vom halleschen Gaswerk (Gasometer) am Holzplatz, zentral auf der Salineinsel.
In der DDR-Zeit wurde die einst ländliche Gegend um Passendorf und Nietleben westlich der Salineinsel als neue Großstadt Halle-Neustadt in modernem Stil ausgebaut. Dabei wurde ab 1965, als Fortsetzung der halleschen Hochstraße, eine Schnellstraße quer durch die Salineinsel errichtet, die südlich des bisherigen Chausseeverlaufs entstand. Weitere Pläne der DDR-Regierung, Schnellstraßen am östlichen Rand der Salineinsel in Richtung Giebichenstein zu errichten, konnten wegen der Wende nicht mehr umgesetzt werden.
Nach der Wende wandelte sich das Aussehen der Salineinsel maßgeblich: Am Holzplatz wurden große Teile des Gaswerks abgerissen und im Areal entstanden eine Schule sowie die Ausbildungsstätte des DLRG. Nach dem schweren Hochwasser von 2013 wurde das Planetarium auf der Peißnitzinsel aufgegeben und daher erstand der 2023 eröffnete Ersatzneubau Gasometer Holzplatz. Im südlich davon zu findenden ehemaligen Elektrizitätswerk wurde ein Autohändler ansässig. Die Trasse der Hafenbahn wurde in einen Radweg umgewandelt und in der Hafenstraße wurden zahlreiche Gebäude abgerissen und durch Neubauten im Bereich des Sophienhafens ersetzt. Es entstand zudem eine Brücke über den Kotgraben.

## Kunstwerke und Denkmäler
Im Umfeld der Saline wurden an verschiedenen Stellen Kunstwerke aufgestellt. Dazu gehört die Hallorenbrautpaar-Plastik (1982) im Salinepark, die Reliefwand Hallorenbräuche (1977) am Eingang der Saline oder auch die Kristallsäulen (2022) an der Mansfelder Straße. Neben dem Park des Dankens, des Erinnerns und des Hoffens (2008) westlich des Holzplatzes, der mehr Bewusstsein für Organspende schaffen soll, gibt es eine Gedenktafel für die Deutschordenskommende in der Hafenstraße, eine Salinebahn an der Mansfelder Straße und einen nachgebildeten Solturm, der an seinen Vorgänger erinnern soll.